# Eleccions al Parlament del Regne Unit de 1992
Les eleccions al Parlament del Regne Unit de 1992 es van celebrar l'1 de maig de 1992.
Malgrat la impopularitat del govern conservador i la pèrdua de vots del Partit Conservador, el Partit Laborista no va poder imposar-se a les eleccions, en contra del que pronosticaven les enquestes.
El Partit Conservador que mantenia el poder des de 1979, i ara dirigit ara per John Major, va aconseguir la quarta victòria electoral i mantenir els conservadors a Downing Street durant 18 anys.
Els liberaldemòcrates estancats, continuaren com a tercera força.

## Resultats
| Partit                               | Líder                       | Vot popular | %     | Escons | Canvi (de 1992) |
| Partit Conservador                   | John Major                  | 14.093.007  | 41,9% | 336    | -40             |
| Partit Laborista                     | Neil Kinnock                | 11.560.484  | 34,4% | 271    | +42             |
| Liberal demòcrates                   | Paddy Ashdown               | 5.999.384   | 17,8% | 20     | -2              |
| Partit Nacional Escocès              | Alex Salmond                | 629.564     | 1,9%  | 3      |                 |
| Partit Unionista de l'Ulster         | James Molyneaux             | 271.049     | 0,8%  | 9      |                 |
| Plaid Cymru                          | Dafydd Wigley               | 156.796     | 0,4%  | 4      | +1              |
| Social Democratic and Labour Party   | John Hume                   | 184,445     | 0,6%  | 3      | -1              |
| Partit Unionista Democràtic          | Ian Paisley                 | 103,096     | 0,3%  | 3      |                 |
| Sinn Féin                            | Gerry Adams                 | 78.291      | 0,2%  | 0      | -1              |
| Partit Unionista Popular de l'Ulster | James Kildefer              | 19.305      | 0,1%  | 1      |                 |
| Verds                                | Richard Lawson/Jean Lambert | 170.035     | 0,5%  | -      | 0               |
| Partit Nacional Britànic             | John Tyndall                | 7.631       | 0,1%  | -      | 0               |